# Donovan Mitchell
Donovan Vernell Mitchell Jr. (Elmsford, Nueva York, 7 de septiembre de 1996) es un baloncestista estadounidense que pertenece a la plantilla de los Cleveland Cavaliers de la NBA. Con 1,91 metros de estatura, juega en la posición de escolta.

## Trayectoria deportiva

### Primeros años
Asistió en su segundo año de instituto al Canterbury School en New Milford, Connecticut, antes de ser transferido para sus dos años restantes a la Brewster Academy en Wolfeboro, New Hampshire.

### Universidad
En agosto de 2014 se comprometió con los Cardinals de la Universidad de Louisville. En su primera temporada promedió 7,4 puntos, 3,4 rebotes y 1,7 asistencias por partido, mientras que en la segunda mejoró hasta los 15,6 puntos, 4,8 rebotes, 2,7 asistencias y 2,1 robos de balón. Esa temporada fue incluido en el mejor quinteto de la Atlantic Coast Conference y también en el mejor quinteto defensivo.
Al término de la temporada se declaró elegible para el Draft de la NBA, pero no contrató agente, dejando abierta la puerta a su regreso a la universidad.

#### Estadísticas
| Año     | Equipo     | PJ | PT | MPP  | %TC  | %3P  | %TL  | RPP | APP | ROB | TPP | PPP  |
| ------- | ---------- | -- | -- | ---- | ---- | ---- | ---- | --- | --- | --- | --- | ---- |
| 2015–16 | Louisville | 31 | 5  | 19.1 | .442 | .250 | .754 | 3.4 | 1.7 | .8  | .1  | 7.4  |
| 2016–17 | Louisville | 34 | 33 | 32.3 | .408 | .354 | .806 | 4.9 | 2.7 | 2.1 | .5  | 15.6 |
| Total   | Total      | 65 | 38 | 26.0 | .418 | .329 | .788 | 4.1 | 2.2 | 1.5 | .3  | 11.7 |

### Profesional

#### Utah Jazz

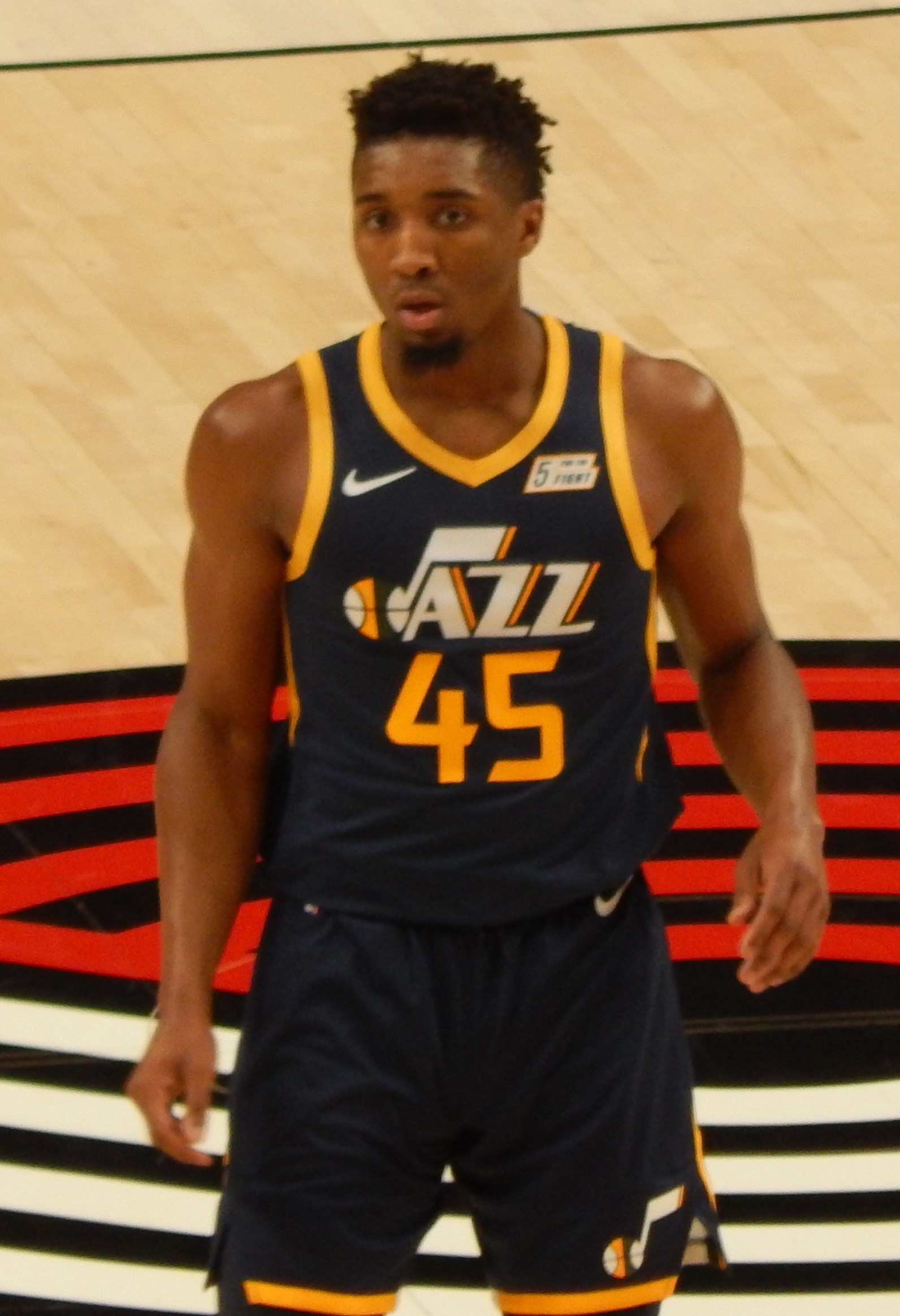
Mitchell con Utah en 2018.

Mitchell fue elegido por Denver Nuggets en la decimotercera posición del draft de la NBA de 2017, para ser inmediatamente traspasado a los Utah Jazz, a cambio de la elección número 24 (Tyler Lydon) y Trey Lyles. El 5 de julio de 2017, firmó un contrato de rookie de cuatro años con Jazz. El 11 de julio, firmó un contrato de calzado de varios años con Adidas. Ese día, anotó 37 puntos contra Memphis Grizzlies en la NBA Summer League 2017 en Las Vegas, la mayor cantidad de cualquier jugador durante la 2017 Summer League de la NBA. 
2017-18
En su debut en la NBA, el 18 de octubre de 2017, registró 10 puntos y 4 asistencias contra los Denver Nuggets. El 1 de diciembre, anotó 41 puntos antee New Orleans Pelicans. Estableció el récord de los Jazz y se convirtió en el primer novato de la NBA en anotar 40 puntos en un partido desde Blake Griffin en 2011. Superó el récord del equipo que tenía Darrell Griffith con 38 puntos  en 1981. Mitchell también se convirtió en el séptimo novato en la historia de la franquicia en hacer un partido de más de 30 puntos, así como el primero en hacer uno de más de 40 puntos. El 4 de enero de 2018, fue nombrado el Novato del Mes de diciembre de la Conferencia Oeste tras promediar 23,1 puntos, 3,4 asistencias, 3,2 rebotes y 1,8 robos en 34,3 minutos por encuentro durante el mes de diciembre. El 15 de enero, Mitchell superó a Karl Malone en el número de encuentros de más de 20 puntos durante una temporada de novato, con 19 encuentros. El 2 de febrero, registró su segundo juego de 40 puntos en su temporada de novato contra los Phoenix Suns. El 5 de febrero, Donovan fue nombrado oficialmente por la NBA como reemplazo de lesiones por el delantero Aaron Gordon (flexor de la cadera izquierda) para el Torneo Slam Dunk 2018 de la NBA. Ganó el concurso anotando un 48 y 50 en la primera ronda, luego un 50 y 48 en la ronda final siendo el primer novato en ganar el concurso desde Zach LaVine. El 1 de marzo, Mitchell fue nombrado novato del mes en la Conferencia Oeste por tercera vez esta temporada. El 12 de abril, al final de la temporada regular, Mitchell fue nombrado novato del mes de la Conferencia Oeste de marzo y abril.
El 15 de abril de 2018, en su debut en playoffs contra Oklahoma City Thunder, registró 27 puntos, 10 rebotes y 3 asistencias. Sin embargo, durante el juego se lesionó el tobillo. Trece días más tarde se convirtió en el cuarto rookie en la historia de la NBA en superar los 35 puntos en una victoria de playoffs. Con 38 puntos, solamente lo superaron Wilt Chamberlain (53), Kareem Abdul-Jabbar (46) y Magic Johnson (42). Además, igualó a Kareem Abdul-Jabbar (1970) como los únicos debutantes en la historia de la NBA en marcar al menos 20 puntos en cada uno de sus primeros seis juegos de playoffs. Al término de la temporada fue incluido en el mejor quinteto de rookies.
2018-19
Durante su segunda temporada con los Jazz, el 2 de marzo de 2019 consigue 46 puntos ante Milwaukee Bucks. El 9 de abril, de nuevo 46 puntos ante Denver Nuggets.
2019-20

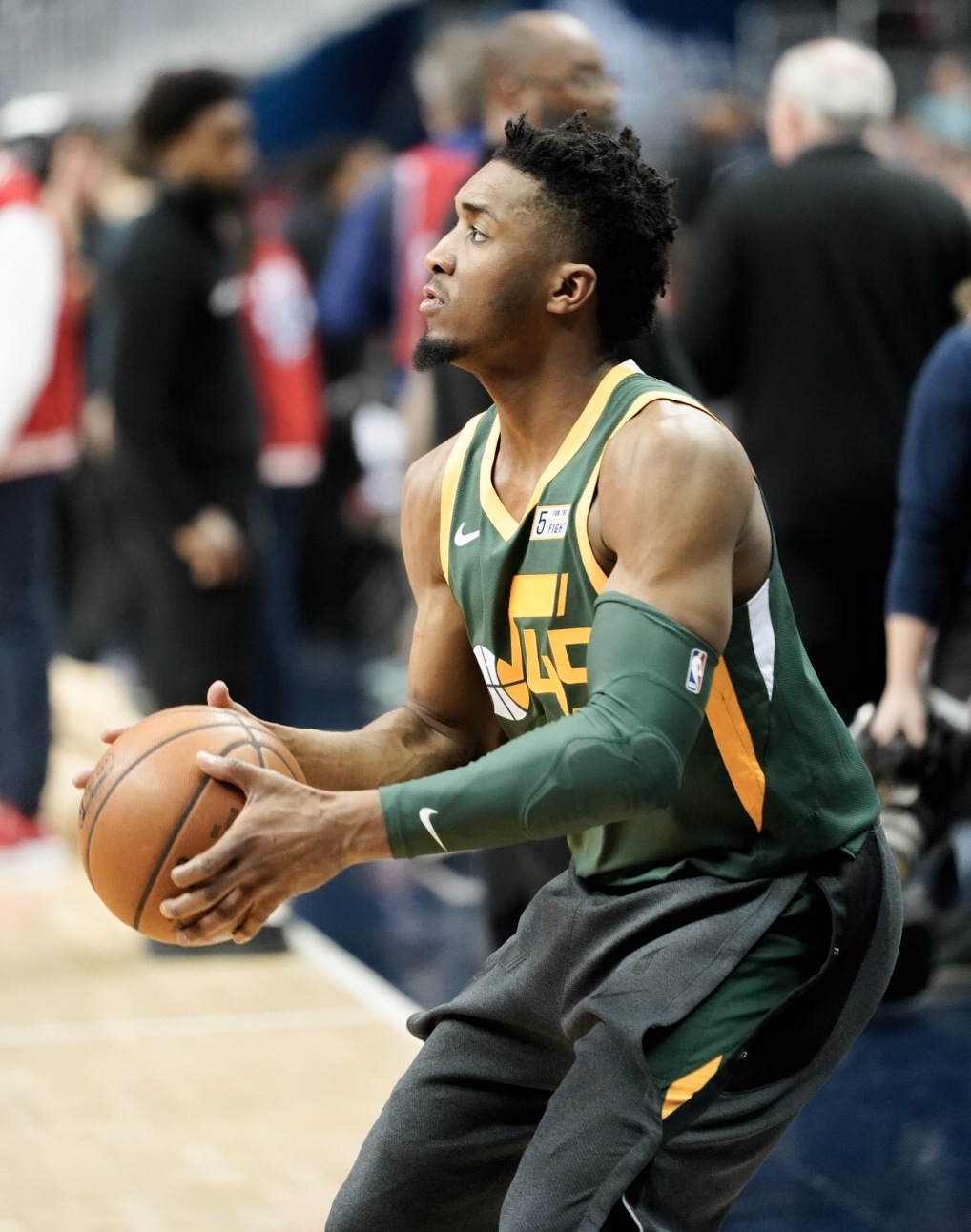
Mitchell con Utah en 2019.

Ya en su tercera temporada, el 16 de enero de 2020, igualó su récord personal con 46 puntos ante New Orleans Pelicans. En febrero de 2020, participó en su primer All-Star Game. El 12 de marzo de 2020, Donovan fue el segundo jugador de la NBA con positivo en las pruebas del virus COVID-19, como previamente le había pasado a su compañero de equipo Rudy Gobert. El 17 de agosto de 2020, en el primer partido de primera ronda de playoffs ante Denver Nuggets, Donovan estableció su récord personal de anotación con 57 puntos, siendo la tercera anotación más alta en partidos de postemporada de la historia de la NBA.
2020-21
El 23 de febrero de 2021, fue elegido por segunda vez para disputar el All-Star Game que se celebró en Atlanta. Entre finales de marzo y abril de 2021 consiguió cuatro encuentros de más de 40 puntos (41 ante Phoenix y 42 ante Sacramento y dos veces ante Washington). Ya en playoffs, en la semifinales de conferencia ante Los Angeles Clippers, anotó 45 puntos en el primer encuentro.
2021-22
Durante su quinta temporada en Utah, en la primera semana de diciembre de 2021, fue elegido mejor jugador de la semana de la Conferencia Oeste, por tercera vez en su trayectoria. Además, al finalizar el mes, fue elegido mejor jugador del mes de dicha Conferencia, al promediar más de 30 puntos en los 14 partidos que disputó con los Jazz, obteniendo 12 victorias en ese lapso. El 31 de diciembre de 2021 anotó 39 puntos ante Minnesota Timberwolves. El 3 de febrero, se anunció su presencia como reserva en el All-Star Game de la NBA 2022, siendo la tercera participación de su carrera.

#### Cleveland Cavaliers
2022-23

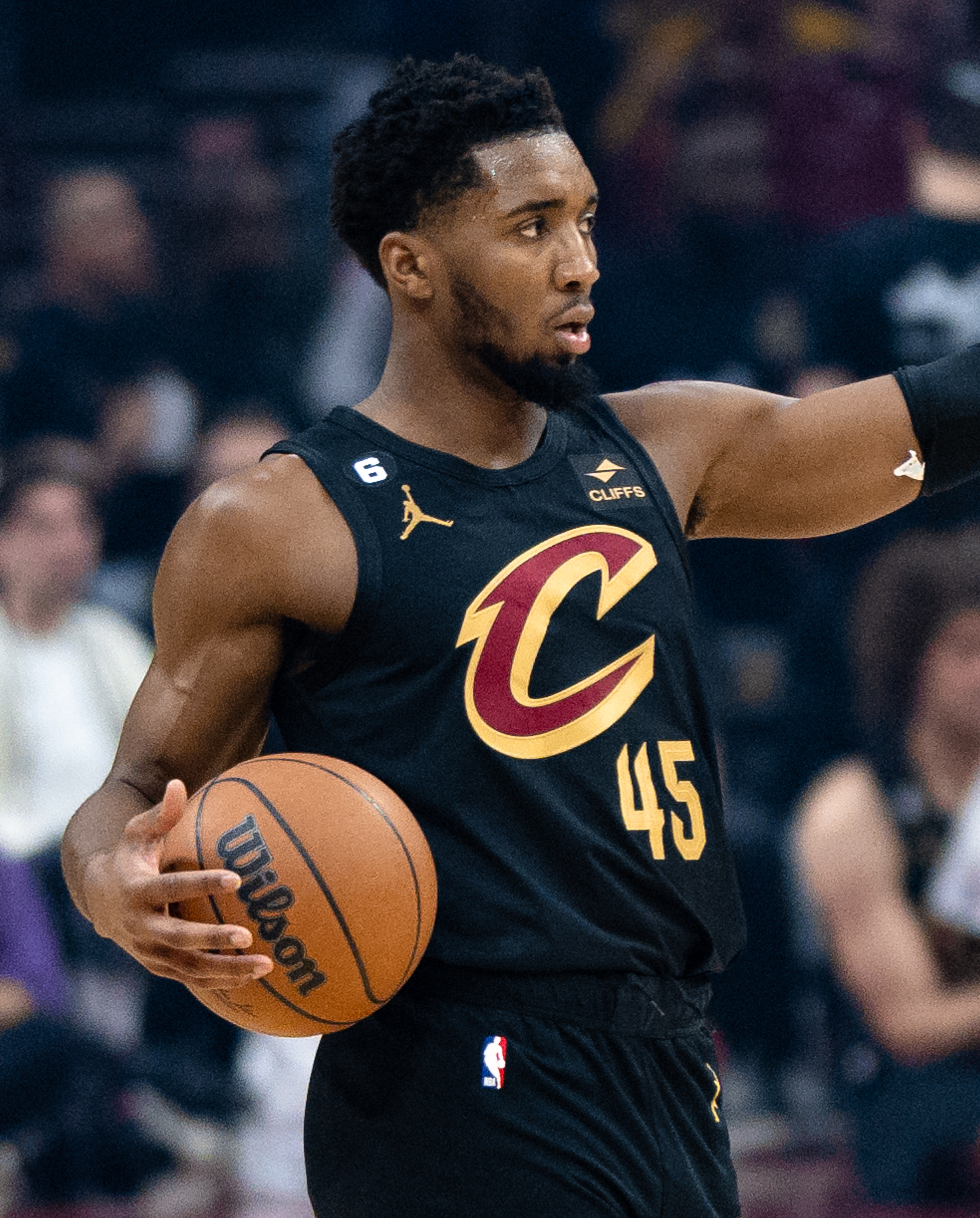
Mitchell en 2022 con los Cavs.

El 1 de septiembre de 2022 es traspasado a Cleveland Cavaliers a cambio de Lauri Markkanen, Collin Sexton y Ochai Agbaji. El 28 de octubre, anota 41 puntos ante Boston Celtics. El 6 de diciembre anota 43 ante Los Angeles Lakers. El 16 de diciembre consigue 41 puntos ante Indiana Pacers. El 2 de enero de 2023 anota 71 puntos y reparte 11 asistencias ante Chicago Bulls, siendo su récord personal de anotación, récord de la franquicia, la anotación más alta en la liga desde los 81 puntos conseguidos por Kobe Bryant en 2006, y la octava más alta en la historia de la NBA. El 10 de enero anotaba 46 puntos en su regreso a Utah. El 26 de enero fue elegido como titular para participar en el All-Star Game de 2023 de Salt Lake City, siendo su cuarta participación en el partido de las estrellas. El 13 de febrero anota 41 puntos ante San Antonio Spurs. El 1 y el 6 de marzo, ambos ante Boston Celtics, anota 44 y 40 puntos respectivamente. El 10 de marzo anota 42 ante Miami Heat. El 28 de marzo consigue 44 puntos ante Atlanta Hawks. El 31 de marzo anota 42 puntos ante New York Knicks. El 2 de abril alcanza los 40 puntos ante Indiana Pacers. Y de nuevo, el 4 de abril, 43 puntos ante Orlando Magic, siendo su sexto encuentro de 40 o más puntos en ocho partidos.
2023-24
Durante su segunda temporada en Cleveland, el 28 de noviembre de 2023 ante Atlanta Hawks, consigue un doble-doble de 40 puntos y 11 rebotes. El 11 de enero de 2024 anota 45 puntos ante Brooklyn Nets. El 31 de enero consigue otros 45 puntos ante Detroit Pistons. El 1 de febrero se anunció su participación como suplente en el All-Star Game, siendo la tercera nominación de su carrera. Fue nombrado jugador del mes de enero de la conferencia Este. El 7 de febrero anota 40 puntos ante Washington Wizards. Ya en postemporada, el 3 de mayo en el sexto encuentro de primera ronda ante Orlando Magic, anotó 50 puntos.
2024-25
En julio de 2024 acuerda una extensión de contrato con los Cavs, por tres años y $150,3 millones. A finales de enero de 2025 se anunció su participación en el All-Star Game, siendo la sexta nominación de su carrera. El 28 de febrero anotó 41 puntos ante Boston Celtics. Fue elegido Jugador del Mes de febrero de la Conferencia Este. Ya en postemporada, el 6 de mayo en el segundo encuentro de semifinales de conferencia ante Indiana Pacers anotó 48 puntos.

## Estadísticas de su carrera en la NBA

### Temporada regular
| Año      | Equipo    | PJ  | PT  | MPP  | %TC  | %3P  | %TL   | RPP | APP | ROB | TPP | PPP  |
| -------- | --------- | --- | --- | ---- | ---- | ---- | ----- | --- | --- | --- | --- | ---- |
| 2017-18  | Utah      | 79  | 71  | 33.4 | .437 | .340 | .805  | 3.7 | 3.7 | 1.5 | .3  | 20.5 |
| 2018-19  | Utah      | 77  | 77  | 33.7 | .432 | .362 | .806  | 4.1 | 4.2 | 1.4 | .4  | 23.8 |
| 2019-20  | Utah      | 69  | 69  | 34.3 | .449 | .366 | .863  | 4.4 | 4.3 | 1.0 | .2  | 24.0 |
| 2020-21  | Utah      | 53  | 53  | 33.4 | .438 | .386 | .845  | 4.4 | 5.2 | 1.0 | .3  | 26.4 |
| 2021-22  | Utah      | 67  | 67  | 33.8 | .448 | .355 | .853  | 4.2 | 5.3 | 1.5 | .2  | 25.9 |
| 2022-23  | Cleveland | 68  | 68  | 35.8 | .484 | .386 | .867  | 4.3 | 4.4 | 1.5 | .4  | 28.3 |
| 2023-24  | Cleveland | 55  | 55  | 35.3 | .462 | .368 | .865  | 5.1 | 6.1 | 1.8 | .5  | 26.6 |
| Total    | Total     | 468 | 460 | 34.2 | .450 | .366 | .843  | 4.3 | 4.6 | 1.4 | .3  | 24.8 |
| All-Star | All-Star  | 4   | 1   | 22.2 | .482 | .395 | 1.000 | 5.0 | 5.0 | 1.8 | .3  | 17.8 |

### Playoffs
| Año   | Equipo    | PJ | PT | MPP  | %TC  | %3P  | %TL  | RPP | APP | ROB | TPP | PPP  |
| ----- | --------- | -- | -- | ---- | ---- | ---- | ---- | --- | --- | --- | --- | ---- |
| 2018  | Utah      | 11 | 11 | 37.4 | .420 | .313 | .907 | 5.9 | 4.2 | 1.5 | .4  | 24.4 |
| 2019  | Utah      | 5  | 5  | 38.6 | .321 | .256 | .727 | 5.0 | 3.2 | 1.6 | .2  | 21.4 |
| 2020  | Utah      | 7  | 7  | 37.7 | .529 | .516 | .948 | 5.0 | 4.9 | 1.0 | .3  | 36.3 |
| 2021  | Utah      | 10 | 10 | 34.6 | .447 | .435 | .829 | 4.2 | 5.5 | 1.1 | .2  | 32.3 |
| 2022  | Utah      | 6  | 6  | 38.2 | .398 | .208 | .881 | 4.3 | 5.7 | .7  | .5  | 25.5 |
| 2023  | Cleveland | 5  | 5  | 41.3 | .433 | .289 | .722 | 5.0 | 7.2 | 2.0 | .6  | 23.2 |
| 2024  | Cleveland | 10 | 10 | 38.2 | .476 | .354 | .815 | 5.4 | 4.7 | 1.3 | .3  | 29.6 |
| Total | Total     | 54 | 54 | 37.6 | .439 | .358 | .848 | 5.0 | 5.0 | 1.3 | .3  | 28.1 |

## Vida personal
Donovan es hijo de Donovan Sr. y Nicole Mitchell. Su madre, con ascendencia panameña es profesora, mientras que su padre fue jugador en las Ligas Menores de Béisbol.
Desde septiembre de 2024 mantiene una relación sentimental con la cantante Coco Jones. La pareja anunció su compromiso, a través de redes sociales, en julio de 2025.